# Impacto medioambiental de la pandemia de COVID-19

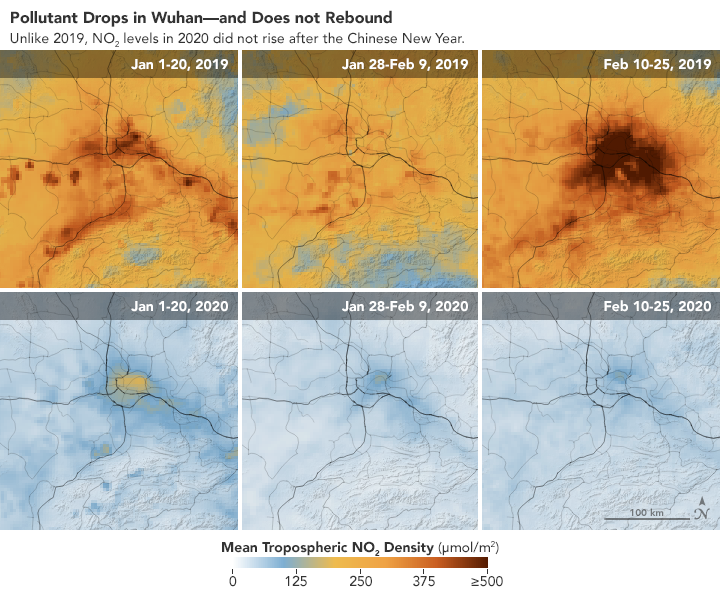
Las imágenes del Observatorio de la Tierra de la NASA muestran una gran reducción de la contaminación en Wuhan, China, al comparar los niveles de NO_{2} a principios de 2019 (arriba) y a principios de 2020 (abajo).

La disrupción global causada por la pandemia de COVID-19 ha causado numerosos efectos en el medio ambiente y el clima. Debido a la disminución del transporte y de la actividad industrial, se produjo una importante bajada de las emisiones de dióxido de nitrógeno (NO2) y de dióxido de azufre (SO2), dos de los principales contaminantes atmosféricos.  Esto causó una reducción en la contaminación del aire en muchas regiones. En China, bajaron un 25% las emisiones de dióxido de carbono y la reducción de las emisiones de partículas puede haber evitado al menos 77.000 fallecimientos en dos meses. Paradójicamente, la menor formación de aerosoles asociada a la caída de emisiones de SO2 produjo un calentamiento global de entre 0,1 y 0,3 °C.  Por otra parte, la pandemia también interrumpió algunas iniciativas de diplomacia medioambiental, causando la postergación de la Conferencia de las Naciones Unidas sobre Cambio Climático de 2020.

## Contexto
Hasta 2020, los incrementos en la cantidad de gases de efecto invernadero producido desde el principio de la era de la industrialización han causado un aumento de la media de las temperaturas globales en la Tierra, resultando en consecuencias como el fundiendo de glaciares y la subida del nivel del mar. De varias formas, la actividad humana ha causado degradación medioambiental, un impacto antropogénico.
Con anterioridad a la pandemia de COVID-19, las medidas que se esperaba que fueran recomendadas a las autoridades sanitarias en caso de pandemia incluían cuarentenas y la distancia social. Independientemente, también antes del inicio de la pandemia por COVID-19, diversas investigaciones argumentaban que la reducción de la actividad económica ayudaría a reducir el calentamiento global y la contaminación del aire y el mar, permitiendo al medio ambiente recuperarse poco a poco.

## Contaminación del aire

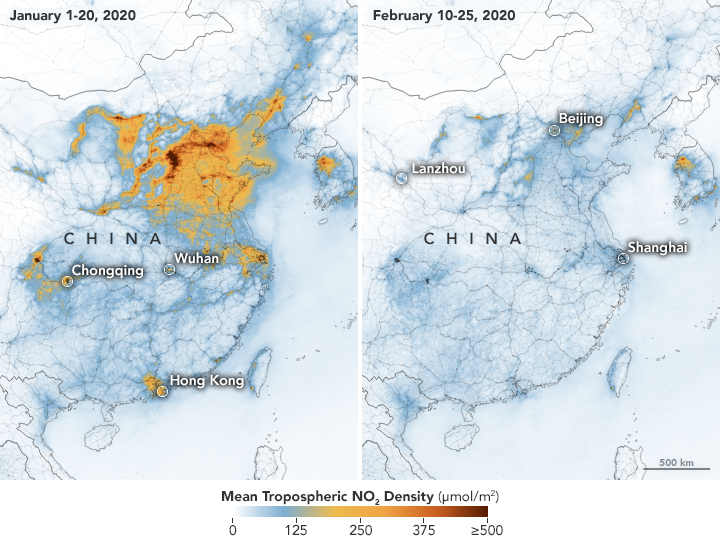
Los datos de TROPOMI muestran los niveles de NO2 en China a principios de 2020. Imagen del Observatorio de la Tierra.

Debido al impacto de la pandemia por COVID-19 en viajes e industria, muchas regiones experimentaron una reducción en la contaminación del aire. Reducir dicho tipo de contaminación puede reducir los riesgos tanto del COVID-19 como del cambio climático, pero aún no está claro qué tipos de polución del aire (si es que los hay) son riesgos comunes para tanto el COVID-19 y el cambio climático. El Centro de Investigaciones para Energía y Aire Limpio informó que los métodos para contener la dispersión del virus, como cuarentenas y prohibiciones de viajar, resultaron en una reducción del 25% de las emisiones de carbono en China. En el primer mes de confinamiento, China produjo aproximadamente 200 millones menos de toneladas métricas de dióxido de carbono que durante el mismo periodo en 2019, debido a la reducción del tráfico del agua, refinamiento de petróleo, y consumo de carbón. Un científico estimó que la reducción en las emisiones de partículas en China podría haber salvado al menos 77,000 vidas. Aun así, Sarah Ladislaw del Centro de Estudios Internacionales y Estratégicos argumentó que las reducciones en emisiones debido a recesiones económicas no deberían percibirse como algo beneficioso, declarando que los intentos de China de regresar a índices de crecimiento anteriores en medio de guerras comerciales y disrupciones de las cadenas de suministros en el mercado de la energía empeorarán su impacto medioambiental. Entre el 1 de enero y el 11 de marzo de 2020, la Agencia Espacial Europea observó una disminución marcada en las emisiones de óxido de nitrógeno de coches, plantas de energía, y fábricas en la llanura Padana en el norte de Italia, coincidiendo con confinamientos en la región. En Venecia, el agua de los canales se aclaró y experimentó una mayor presencia de peces y aves acuáticas; la oficina del alcalde de Venecia aclaró que el aumento en la claridad de agua se debía al aposento del sedimento que es perturbado por el tráfico de góndolas, y mencionó el descenso de la polución del agua en los canales de agua.
La NASA y la ESA han estado controlando cómo los gases de dióxido de nitrógeno cayeron significativamente durante la fase china inicial de la pandemia por COVID-19. La ralentización económica por el virus redujo drásticamente los niveles de contaminación, especialmente en ciudades como Wuhan, China, en un 25%. La NASA utiliza un instrumento de control del ozono para analizar y observar la capa de ozono y contaminantes tales como el NO2, aerosoles, y otros. Este instrumento ayudó a la NASA a procesar e interpretar los datos que entraban debido a los confinamientos en todo el mundo. Según la NASA, la reducción en contaminación de NO2 empezó en Wuhan, China, y se extendió poco a poco al resto del mundo. La reducción fue también muy drástica porque el virus coincidió con el mismo periodo del año de las celebraciones del año lunar en China. Las fábricas y los negocios cierran durante la última semana de enero para celebrar el festival del año lunar. La reducción en NO2 en China no consiguió una calidad del agua de un estándar considerado aceptable por las autoridades sanitarias. Otros contaminantes del agua como las emisiones de aerosoles permanecieron.
Las emisiones de CO2 han bajado en casi todo el planeta debido a la paralización de muchas actividades industriales, comerciales y de transporte. En China las emisiones bajaron un 25 % con respecto a años precedentes, lo cual se explica por una reducción de entre 15% y 40% de la actividad de los principales sectores consumidores de combustibles fósiles a consecuencia de las medidas de confinamiento. [cita requerida]
Las medidas de confinamiento han llevado igualmente a una fuerte disminución en los niveles de contaminación atmosférica, especialmente las de dióxido de nitrógeno (NO2), un gas nocivo emitido por los vehículos y las industrias. Este fenómeno se ha constatado en China, en la India, en el norte de Italia y en zonas del norte de Europa.

## Contaminación del agua
Debido al desplome del turismo y al confinamiento de la población en Venecia se ha observado un agua más clara (en algunas zonas incluso han llegado los peces y los delfines), aunque según el Ayuntamiento de la ciudad eso no significa una mayor calidad del agua, pues el sedimento que antes estaba en la superficie ahora permanece en el fondo.
La demanda de pescado y los precios del pescado han disminuido debido a la pandemia  y las flotas pesqueras de todo el mundo permanecen inactivas. Rainer Froese ha dicho que la biomasa de peces aumentará debido a la fuerte disminución de la pesca, y proyectó que en aguas europeas, algunos peces como el arenque podrían duplicar su biomasa. 
A partir de abril de 2020, los signos de recuperación acuática siguen siendo principalmente anecdóticos.

## Investigación y desarrollo

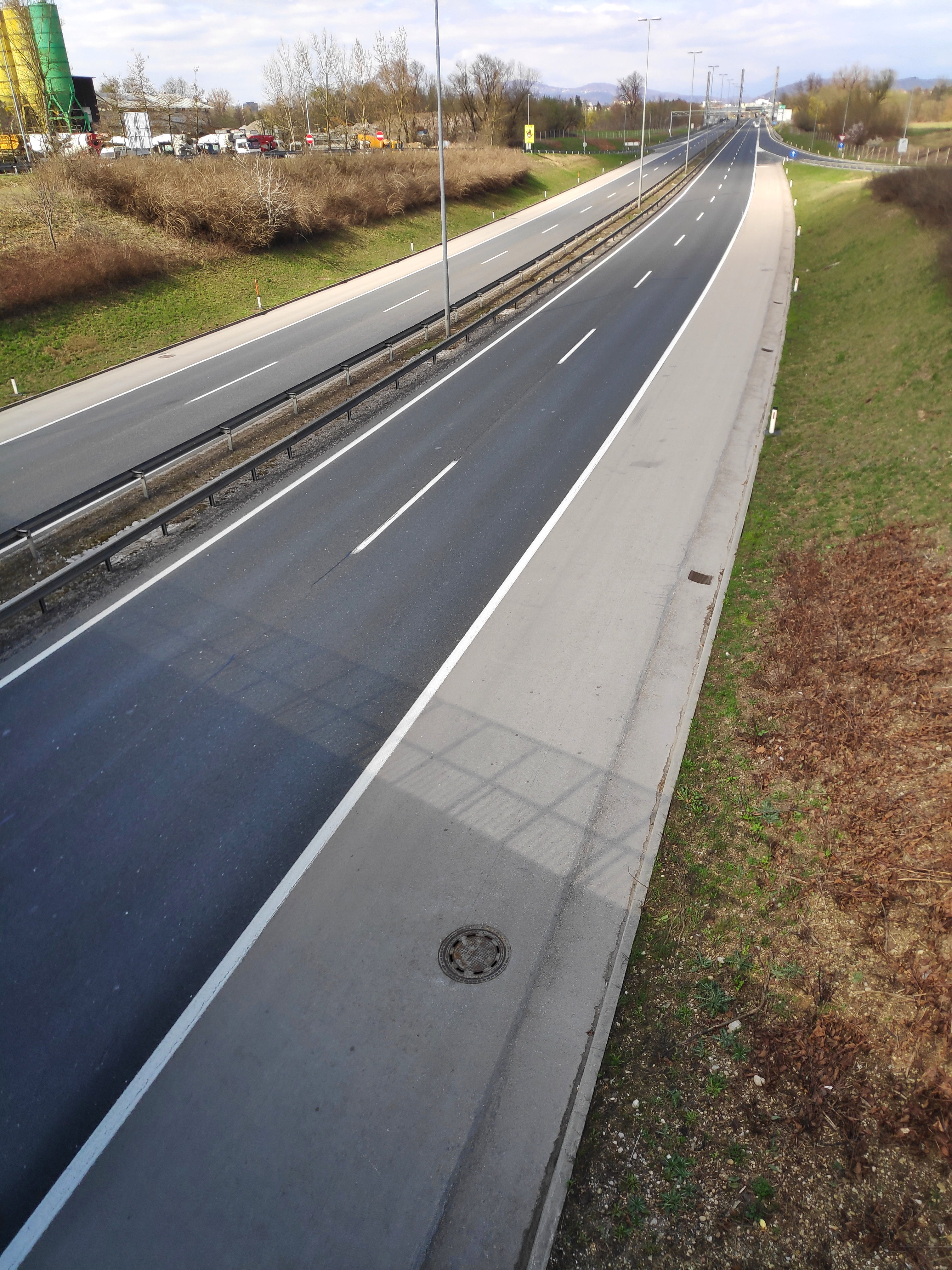
La reducción en tráfico de vehículos de motor ha llevado a una reducción de los niveles de contaminación del aire. Se muestra en el recuadro la autopista vacía A1 de Eslovenia el 22 de marzo de 2020.

Pese a una reducción temporal de las emisiones globales de carbono, la Agencia Internacional de la Energía advirtió que el desorden económico causado por la pandemia podría impedir o retrasar a las empresas a la hora de invertir en energía sostenible. Sin embargo, los periodos extendidos de confinamiento han potenciado las políticas de trabajo desde casa. El uso sin precedentes de mascarillas para la cara deshechables, y su introducción en el medio ambiente, se suma a la carga global de residuos plásticos.
El Centro Europeo de Previsiones Meteorológicas a Plazo Medio (CEPMPM) anunció que una reducción global del transporte aéreo debido a la pandemia podría tener un impacto en la exactitud de las predicciones meteorológicas, citando el uso de las aerolíneas comerciales del Relé de Datos Meteorológicos de Aeronaves (AMDAR) como una contribución integral a la exactitud de la previsión del tiempo. El CEPMPM pronosticó que la cobertura de AMDAR disminuiría un 65% o más debido a la reducción de vuelos comerciales.

## Política
La pandemia también ha impactado la diplomacia medioambiental y climática, cuando la Conferencia de las Naciones Unidas sobre el Cambio Climático 2020 fue aplazada a 2021 en respuesta a la pandemia después de que su sede se convirtiera en un hospital de campaña. Esta conferencia era crucial ya que las naciones debían proporcionar contribuciones específicas mejoradas al Acuerdo de París, con ambición realzada. La pandemia también limita la capacidad de las naciones, particularmente países en vías de desarrollo con escasa capacidad estatal, de entregar sus contribuciones nacionales, al centrarse en la pandemia.
La revista Time argumentó tres riesgos posibles: que las preparaciones para la conferencia de noviembre de 2020 en Glasgow para proseguir el Acuerdo de París de 2015 se interrumpan; que el público vea el calentamiento global como una prioridad más baja que la pandemia, debilitando la presión en los políticos; y que el deseo de "reiniciar" la economía global cause un exceso la producción extra de gases del efecto invernadero. Aun así la reducción en el precios del petróleo durante la recesión del COVID-19 podría ser una buena oportunidad para deshacerse de los subsidios de combustible fósil, según el director ejecutivo de la Agencia Internacional de la Energía.
La Iniciativa de Seguimiento del Carbono argumentó que China no debería estimular la economía construyendo estaciones de energía a carbón, porque muchas tendrán cashflow negativo y se convertirán en activos varados.

## [38]Contaminación causada por las mascarillas
- “El uso de mascarillas por parte de la población general como elemento de protección personal frente al COVID-19 se mantuvo en ascenso durante la primera mitad del 2020, en medio de constantes actualizaciones de la OMS acerca del público objetivo, su correcto uso y posibles beneficios, pero donde no se definieron protocolos para el manejo del desecho resultante. Durante el segundo semestre del 2020 la población mundial usaba diariamente 4.300 millones de mascarillas, de las cuales el 78,5% se descartaban de forma incorrecta, llegando a generar un volumen de 2,61 (2,26-2,94; IC=95%) millones de toneladas de desecho diseminadas en el medio ambiente. Los componentes plásticos incorporados en la fabricación de mascarillas como PP, PE y PET pueden tardar 400 años en degradarse en condiciones ambientales, fragmentándose paulatinamente en microplásticos, que afectan a la flora, fauna, agua y suelos de su entorno. Adicionalmente, algunos aditivos sintéticos antioxidantes (AO) usados en la fabricación de plásticos pueden retardar aún más las reacciones de degradación de las mascarillas descartadas hacia el ambiente, aumentando su daño potencial. Se calculó que 216,9 (188,5-245,3; IC=95%) toneladas de AO168, 190 (165,2-214,9; IC=96%) toneladas de AO168O y 442,7 (384,8-500,6; IC=95%) toneladas de AO1010 fueron expuestas al medio ambiente debido a la disposición incorrecta de mascarillas en la segunda mitad de 2020. Aunque la masa conjunta de estos componentes sintéticos sólo representa el 0,017% de las mascarillas desechadas en el mismo lapso, su concentración resulta suficiente para acrecentar el riesgo de daño al ambiente”